# Campeonato Paulista 1961
In 1961 werd het 60ste Campeonato Paulista gespeeld voor clubs uit de Braziliaanse staat São Paulo. De competitie werd georganiseerd door de FPF en werd gespeeld van 2 juli tot 17 december. Santos werd kampioen.

## Eindstand
| Plaats | Club                | Wed. | W  | G | V  | Saldo  | Ptn. |
| ------ | ------------------- | ---- | -- | - | -- | ------ | ---- |
| 1.     | Santos              | 30   | 25 | 3 | 2  | 113:33 | 53   |
| 2.     | Palmeiras           | 30   | 22 | 6 | 2  | 82:29  | 50   |
| 3.     | São Paulo           | 30   | 18 | 5 | 7  | 73:40  | 41   |
| 4.     | Portuguesa          | 30   | 19 | 2 | 9  | 77:56  | 40   |
| 5.     | Ferroviária         | 30   | 15 | 8 | 7  | 65:45  | 38   |
| 6.     | Corinthians         | 30   | 12 | 9 | 9  | 49:48  | 33   |
| 7.     | Guarani             | 30   | 15 | 3 | 12 | 53:42  | 33   |
| 8.     | Botafogo            | 30   | 10 | 7 | 13 | 38:57  | 27   |
| 9.     | Comercial           | 30   | 10 | 6 | 14 | 38:45  | 26   |
| 10.    | Esportiva           | 30   | 10 | 4 | 16 | 43:64  | 24   |
| 11.    | XV de Piracicaba    | 30   | 9  | 6 | 15 | 49:71  | 24   |
| 12.    | Juventus            | 30   | 10 | 1 | 19 | 35:74  | 21   |
| 13.    | Taubaté             | 30   | 7  | 6 | 17 | 39:62  | 20   |
| 14.    | Jabaquara           | 30   | 8  | 3 | 19 | 43:69  | 19   |
| 15.    | Noroeste            | 30   | 6  | 7 | 17 | 50:74  | 19   |
| 16.    | Portuguesa Santista | 30   | 5  | 2 | 23 | 31:69  | 12   |

|  | Kampioen   |
|  | Degradatie |

### Kampioen
| Campeonato Paulista de 1961 |
| São Paulo                   |
| --------------------------- |
| SANTOS Kampioen (6° titel)  |

## Topschutter
| Speler            | Speler | Goals | Club   |
| ----------------- | ------ | ----- | ------ |
| Vlag van Brazilië | Pelé   | 47    | Santos |